# نیو لندن (تگزاس)
نیو لندن، تگزاس (به انگلیسی: New London, Texas) یک شهر در ایالات متحده آمریکا با جمعیت ۹۸۷ نفر است که در تگزاس واقع شده‌است.

## موقعیت جغرافیایی
موقعیت جغرافیایی شهرها و مناطق اطراف به شرح زیر است: